# Santuario della Madonna di Mongiovino
Il santuario della Madonna di Mongiovino si trova in località Tavernelle, frazione di Panicale (PG): domina la valle con la grande cupola e il campanile, sotto il borgo di Mongiovino Vecchio.
 Fu progettato dall'architetto Rocco da Vicenza nel 1524, in seguito all'approvazione da parte di Leone X di eventi prodigiosi che si sarebbero manifestati alla pastorella Andreana.

## Storia

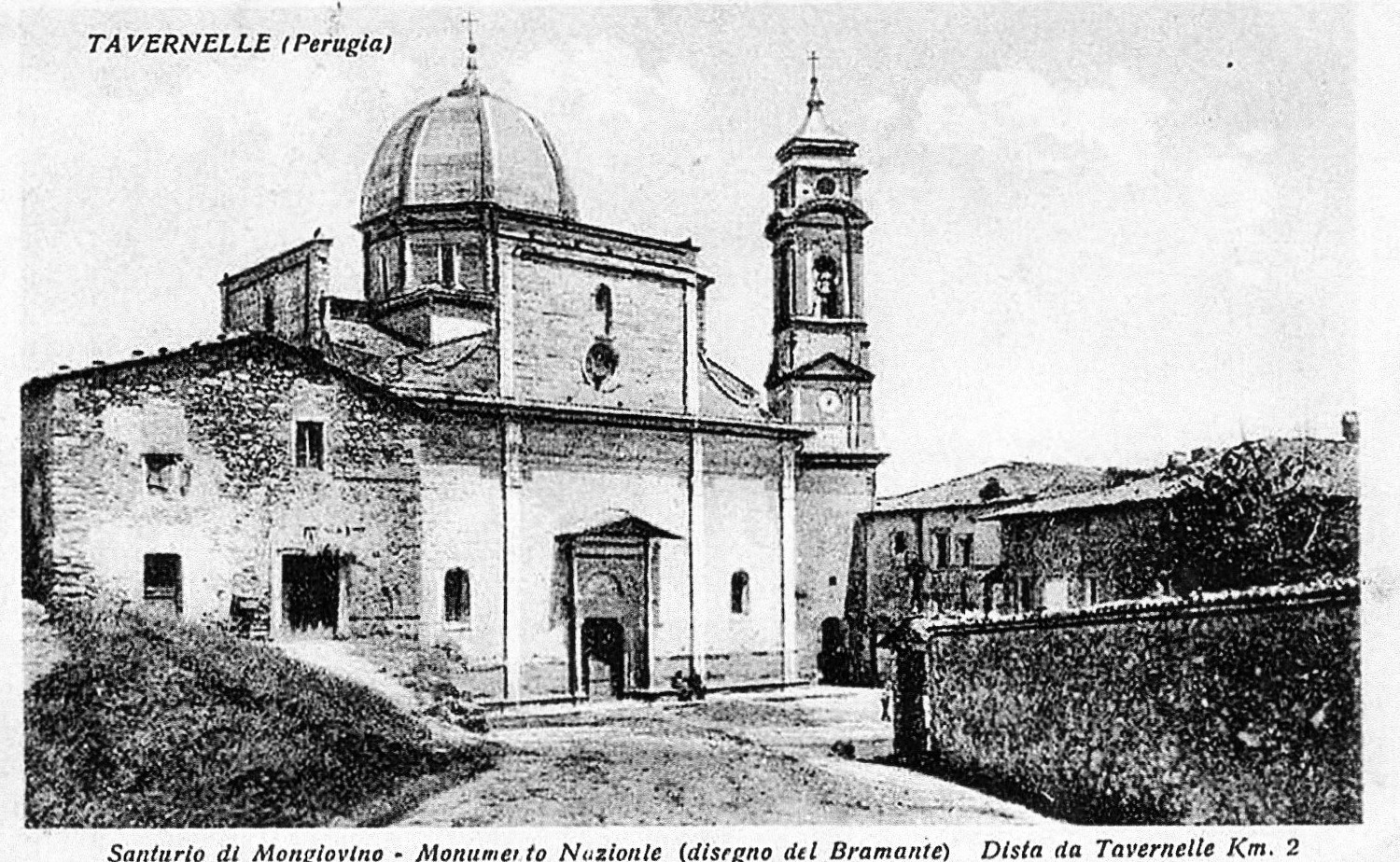
Il santuario negli anni Quaranta

La pianta della chiesa è a croce greca: all'interno, decorato in stile corinzio, quattro pilastri e le volte sostengono la cupola. Tra gli scalpellini che lavorarono nel cantiere si possono rammentare, tra i più significativi, Bernardino da Siena e Lorenzo da Carrara. 
L'impianto del santuario presenta peculiarità architettoniche bramantesche, anche se non esiste nessuna prova di effettiva attribuzione all'artista urbinate. Documenti del 1872 e un attestato di Cesare Crispolti, custoditi nella Biblioteca Augusta di Perugia, individuano l'architetto in Rocco di Tommaso da Vicenza, attivo a Spello e qui nel 1524. La cupola fu terminata nel 1528. Sulla facciata d'ingresso si ammirano due portali artisticamente lavorati.
L'interno, di forma quadrata, è impreziosito da quattro cappelle: della Resurrezione, dell'Ascensione, della Vergine, della Madonna del Rosario.
 Gli affreschi sono attribuiti al Pomarancio (la Resurrezione), ad Orazio Alfani (la consegna del Rosario), a Pierluigi da Perugia ed a pittori fiamminghi quali, Hendrik van den Broeck e Jan Wrage.
La fabbrica della chiesa si concluse nel 1728, con la costruzione delle case intorno ad essa. Il campanile, invece, fu eretto nel 1775 su disegni di Francesco Tiroli, attuati da Giovan Battista da Lugano.

## Le nobili famiglie sepolte nel santuario
Sulla sinistra verso l'altare della Madonna, alcune colonne sono adornate con il blasone in gesso colorato della contessa Caterina Arcipreti della Penna-Oddi, vissuta nel Settecento, qui tumulata e congiunta con i della Corgna, marchesi di Castiglione del Lago.

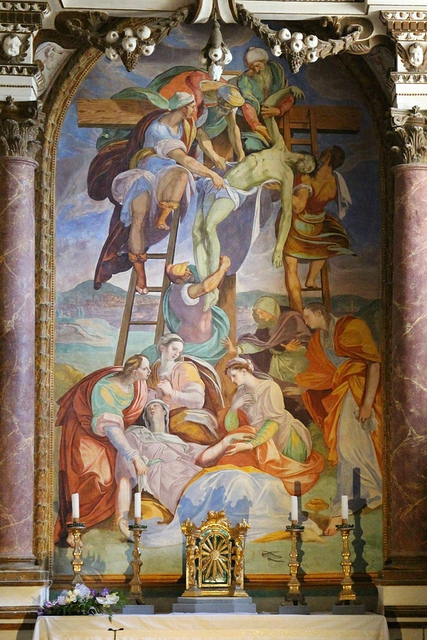
Deposizione dalla croce di Hendrik van den Broeck

La grande devozione nei confronti della Vergine di Mongiovino faceva sì che gli aristocratici della zona desiderassero essere sepolti nel santuario, vicino alla Beata Adriana: presso le suddette colonne una lapide indica che sotto il vetusto pavimento si estende ancora la gentilizia cripta, in cui sono allineati i sarcofaghi di molti esponenti della famiglia perugina della Penna e di quella ispano-velletrana Borgia-Sulpizi.
Gli Arcipreti della Penna ebbero per capostipite Arciprete (XIII secolo) da cui discesero vari rami tra cui, attraverso Fabio di Ercole, i della Corgna. Fabio era padre di Ercole, marito di Laura, sorella di Ascanio della Corgna e del cardinale Fulvio, linea estinta nel 1676 con monsignor Giuseppe, fratello dell'ultimo duca di Castiglione del Lago. Fratello di Fabio, fu Vincenzo, antenato di Carlo, Cencio, Grifone e la menzionata Caterina (sposata Oddi), ultima della stirpe e tutti interrati a Mongiovino.
I della Penna risiedevano, oltre che a Perugia, nel palazzo cinquecentesco, vicino alla chiesa, poi dei Borgia-Sulpizi e dei Moretti.
 Un altro ramo generato da Menelao, prozio di Fabio e Vincenzo, si spense con Giovanni Battista nel 1747, ultimo dei della Penna e anche lui giacente nella cripta.

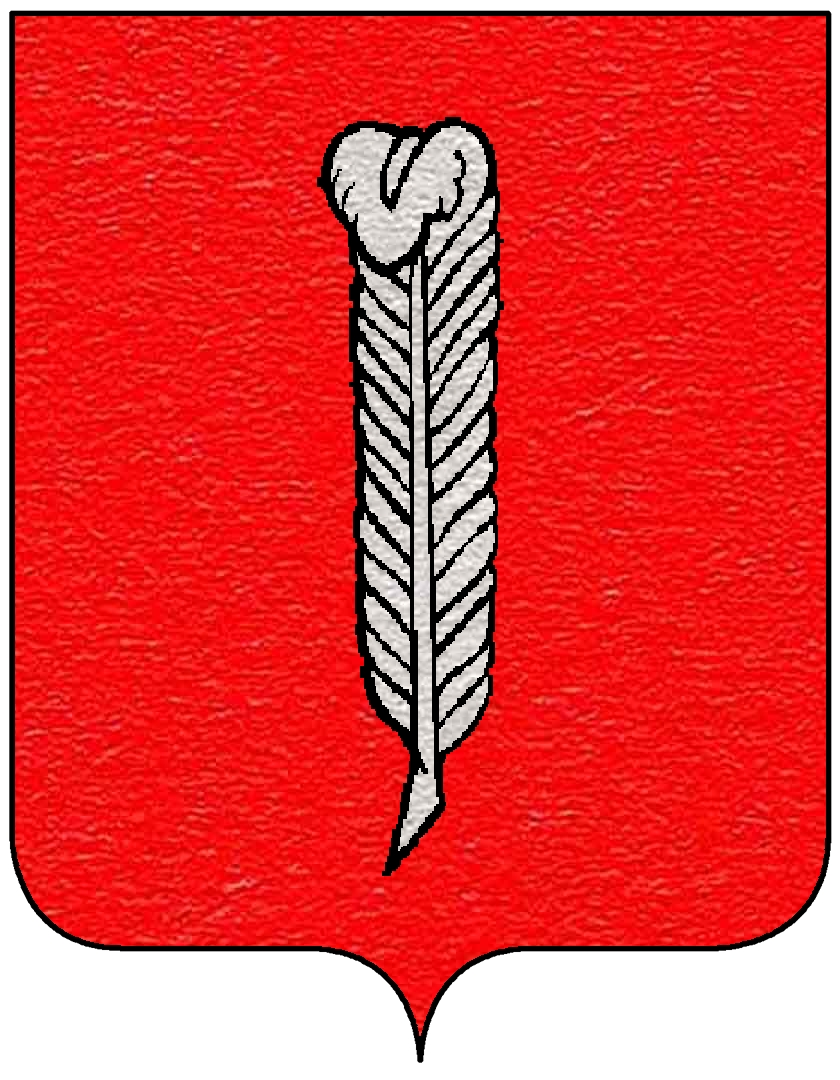
Lo stemma
dei della Penna

I Borgia-Sulpizi, trasferitisi da Velletri a Perugia, invece, derivavano in parte collaterale dal famoso papa Alessandro VI e avevano fortificato una torre del XIV secolo trasformandola in avamposto per le truppe. La zona in cui il castello si ergeva, poco sopra Passignano sul Trasimeno, era strategica lungo l'itinerario dallo Stato Pontificio al Granducato di Toscana.
 Nel Settecento l'edificio, circondato da un lussureggiante bosco, fu adibito a dimora residenziale: fu Tiberio Borgia (†1745) l'ultimo della prosapia ad abitarci, lo stesso che, in una lapide ancora esistente, ringraziava la Madonna per avergli salvato la vita.
 Nel 1933 del castello, rivisitato in stile neogotico, divenne proprietaria la famiglia romana Palombaro, che lo usarono come residenza estiva.
 Le vicende della rocca Borgia sono descritte da Giorgio Harold Stuart nel lungo racconto "Italia dei fantasmi".